# Truth About Kerry
Truth About Kerry is een film van Katherine Torpey die opgenomen is in County Kerry, Ierland en San Francisco, Verenigde Staten. Het verhaal werd geschreven door Shaun O'Sullivan en Katherine Torpey, de hoofdrollen worden gespeeld door Stana Katic en Darren Keefe. De film kende zijn wereldpremière tijdens het zesde LA Femme International Film Festival, waar hij tevens de eerste prijs in ontvangst mocht nemen, namelijk voor het beste scenario.

## Verhaal
Het levenloze lichaam van een jonge Amerikaanse vrouw (Kerry) wordt gevonden op een strand in Ierland. Haar beste vriendin, die steeds meer nachtmerries krijgt over Kerry, reist af naar het afgelegen vissersdorp om te onderzoeken wat er echt gebeurd is. Ze komt er snel achter dat het dorp meer geheimen herbergt dan ze gedacht had. Het duurt niet lang voordat ze ervan overtuigd raakt dat de dood van haar beste vriendin geen ongeluk was.

## Rolverdeling
- Stana Katic als Emma
- Darren Keefe als Patrick
- Jessica Dean als Kerry
- Paul Hardiman als Joseph
- Ryan C. King als Daniel
- Rick Yudt als Hunter
- Chris Fitzgerald als Michael O'Neil
- Tommy Fitzgerald als Seamus
- Teresa Riney als Catriona

## Prijzen
- LA Femme International Film Festival 2010 - Official Selection
- LA Femme International Film Festival 2010 - Best Feature Screenplay Award